# Извинения перед Джесси Джексоном
«Извинения перед Джесси Джексоном» (англ. With Apologies to Jesse Jackson) — эпизод 1101 (№ 154) сериала «Южный Парк», премьера которого состоялась 7 марта 2007 года. Серия посвящена проблеме расовых оскорблений и терпимости. Поводом для неё стал случай, когда актёр Майкл Ричардс разозлился и выкрикнул расовые оскорбления в адрес зрителя, а также символический запрет использования слова «nigger» в Нью-Йорке.

## Сюжет
Отец Стэна участвует в телевикторине «Колесо Фортуны» (российский аналог известен под названием «Поле чудес»). Ему надо ответить на последний вопрос: «Кто вас раздражает?» На табло: «N_GGERS». Рэнди мнётся, но время истекает, и он даёт ответ — «niggers». Правильный ответ — naggers (зануды).
К сожалению, викторина транслируется в прямом эфире, и сюжет становится сенсацией. Семья Стэна глубоко потрясена таким позором. На следующий день в школе Стэн встречается с единственным чернокожим ребёнком города — Токеном. Картман тут же начинает носиться по школе с криком «Расовые войны!», но Токен не собирается драться, хотя и сердится на Стэна. Картман объявляет, что «снова победила белая раса».
Рэнди приносит извинения Джесси Джексону, известному чернокожему борцу за права человека. Но тому нужны не просто извинения. Рэнди должен поцеловать его задницу. Рэнди соглашается, и фото этого поцелуя попадает в газеты. Стэн уверен, что теперь Токен должен перестать сердиться, но Токен говорит, что Джесси Джексон — не император чёрных (Стэн удивлён — его отцу Джесси сказал именно так).
В воспитательных целях школа устраивает собрание на тему вежливости и политкорректности. На собрание приглашают карлика по имени Дэвид Нельсон, который написал несколько книг на темы терпимости и толерантности и утверждает, что никакое прозвище или оскорбление не способно его обидеть. Карлика из соображений политкорректности советуют называть «маленьким человеком». Однако Картман при виде карлика начинает истерически хохотать. Все ждут, когда он перестанет смеяться, но он не перестаёт, а только иногда с трудом сквозь смех выговаривает фразы вроде «Смотрите, они и костюмчик на него надели».
Рэнди смотрит выступление комика в клубе «Фабрика смеха», но комик замечает его и начинает звать его «nigger guy» («тот, который сказал нигер»). Рэнди уходит из клуба, но на него показывают пальцами прохожие, дети дразнят его. Он заходит в магазин купить аспирина, но продавцы отказываются обслуживать «nigger guy».
Тем временем, карлик просит директрису Викторию и мистера Мэки дать ему пообщаться с Картманом наедине, чтобы разобраться с его отношением к «маленьким людям». Его пытаются отговорить, но безуспешно. Картмана вызывают в учительскую, и он снова начинает хохотать. Очень быстро это выводит карлика из себя. Карлик решает проучить Эрика и просит детей при виде Картмана одновременно сказать «Доброе утро, жиртрест». Сначала Картман злится и начинает искать зачинщика, но, заметив карлика, снова начинает хохотать.
Рэнди старается загладить свою вину и учреждает стипендию для чёрных в надежде, что теперь его перестанут называть «nigger guy». Но вскоре его замечают трое реднеков на джипе и гонятся за ним, угрожая убить за то, что он «оскорбил целую расу на всю страну». Но неожиданно за Рэнди заступается группа «nigger guys», таких, как Майкл Ричардс, и реднеки вынуждены уехать. Оказывается, есть целая группа людей, использовавших публично слово «nigger» и столкнувшихся теперь с нетерпимостью общества. Они разрабатывают план, как покончить с дискриминацией. Для этого они обращаются к Конгрессу и предлагают запретить использование фразы «nigger guy», поскольку это слишком ужасное оскорбление. Конгрессмены соглашаются, как только понимают, что когда-нибудь этот термин могут применить и к ним. Закон принят, против проголосовал только единственный чернокожий сенатор. Теперь по закону между словами «nigger» и «guy» должно идти не менее семи других слов.
Стэн старается, чтобы Токен перестал злиться, но от этого Токен злится ещё больше. Картман и карлик устраивают поединок, причём у карлика преимущество, потому что Картман не может перестать смеяться. Картман заставляет карлика признать поражение, но тут карлик неожиданно сбивает его с ног и гордо уходит, хотя Картман не перестает хохотать. Карлик заявляет, что доказал свою точку зрения; при этом Стэн и Кайл не могут понять, что именно он доказал. И тут Стэн понимает, как помириться с Токеном. Он признаёт, что не способен понять, как себя чувствует Токен и насколько ему неприятны расовые оскорбления. Токен соглашается и больше не злится на Стэна.

## Факты
- Картман говорит, что финал этой викторины — самое смешное, что он когда-либо видел, и что он просмотрел его около 60 раз на YouTube. Вскоре после выхода эпизода этот отрывок действительно был выложен на YouTube, но затем был убран по требованию правообладателей, как и все другие фрагменты сериала.
- В США во времена выхода эпизода был действительно всего один чернокожий сенатор — Барак Обама.
- Слово «ниггер» прозвучало в серии 42 раза[2].
- Также данный эпизод — один из тех, где «fuck» звучит без цензуры.
- Телевикторина «Wheel of Fortune» («Колесо фортуны») — прообраз российского «Поля чудес», поэтому в переводе MTV на русский язык программа называлась «Поле чудес».
- Во время драки Картмана с карликом (а также на финальных титрах) играет песня группы Disturbed «Down with the Sickness»[3].
- Ирония эпизода с реднеками, преследующими Рэнди, в том, что люди этого слоя традиционно считаются ненавидящими чёрных, а у этих даже есть при себе флаги рабовладельческой Конфедерации.
- Джесси Джексон уже был спародирован в эпизоде «Школьный портфель».
- Уже после выхода этого эпизода произошёл похожий случай в телепередаче «Поле чудес» (загаданное слово — "хайло"). Выпуск вышел в эфир 7 июня 2008 года.
- В сцене избиения Картманом карлика звучит фраза «Кэрол Энн, не иди на свет!», являющаяся отсылкой к фильму «Полтергейст».